# Mitsubishi Dingo
Mitsubishi Dingo – subkompaktowy samochód osobowy produkowany przez japońską firmę Mitsubishi w latach 1998–2003. Dostępny jako 5-drzwiowy minivan. Do napędu używano silników R4 o pojemnościach 1,3, 1,5, oraz 1,8 litra. Moc przenoszona była na oś przednią poprzez 4-biegową automatyczną bądź bezstopniową skrzynię biegów.

## Dane techniczne (R4 1500 GDi)

### Silnik
- R4 1,5 l (1468 cm³), 4 zawory na cylinder, DOHC
- Układ zasilania: wtrysk
- Średnica cylindra × skok tłoka: 75,50 mm × 82,00 mm
- Stopień sprężania: 11,0:1
- Moc maksymalna: 107 KM (78 kW) przy 6000 obr./min
- Maksymalny moment obrotowy: 140 N•m przy 3500 obr./min

### Osiągi
- Przyspieszenie 0-100 km/h: b/d
- Prędkość maksymalna: b/d

## Galeria

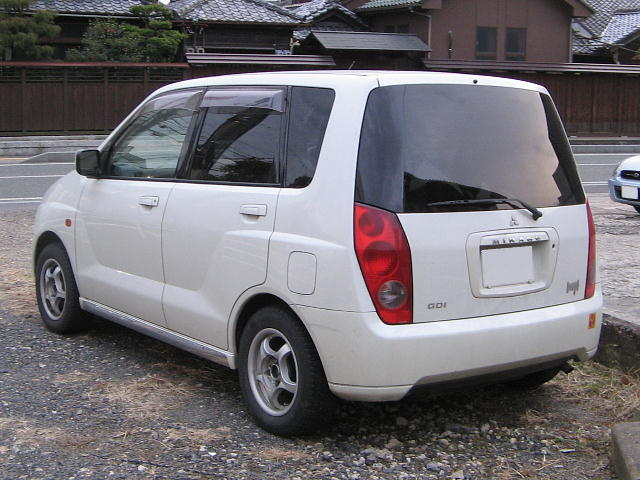
Dingo Mk1
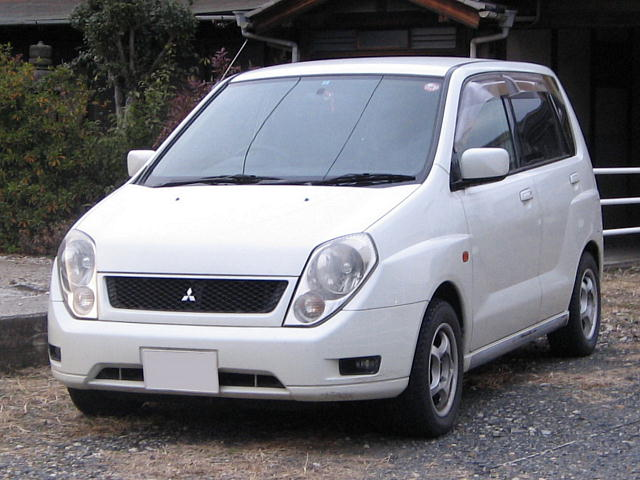
Dingo Mk1